# Чжу Цічжень
Чжу Цічжень (кит.: 朱祁鎮; піньїнь: Zhu Qizhen), храмове ім'я Їнцзун (кит.: 英宗; піньїнь: Yingzong 29 листопада 1427 —23 лютого 1464) — шостий імператор династії Мін у 1435–1449 (девіз Чжентун) та 1457–1464 роках (девіз Тяньшунь).

## Життєпис

### Перше правління
Народився 29 листопада 1427 року у Пекіні. Був старшим сином імператора Чжу Чжанцзі. Вступив на трон малолітнім, тому сформовано регентську раду, здебільшого з євнухів. Владу фактично перебрав на себе євнух Ван Цзінь, діяльність якого лише сприяла зростанню внутрішньої напруги. Уряд не зміг впоратися із наслідками посухи, що тривала з перервами з 1435 до 1448 року. До того ж у 1448 році відбулася велика повінь ріки Хуанхе. Все це викликало численні повстання на сході та центрі країни. В цей же час Ван Цзінь розпочав війну проти бірманського племені шанів. Утім китайці не зуміли здолати бірманців.
Водночас Ван Цзінь вступив у конфлікт з очільниками ойратів Тайсун-ханом та Есен-тайши. 4 серпня 1449 року імператор рушив проти ойратів. Внаслідок втручання в організацію походу Ван Цзіня війська потрапили у складне становище, в першу чергу не вистачало харчів. Було вирішено відступити до Великого китайського муру. В цей же час Есен-тайши вдерся на територію Китаю. Вирішальна битва відбулася 1 вересня у місцині Туму (на території провінції Хубей). В результаті китайці були вщент розгромлені, імператор Чжу Цічжень потрапив у полон, Ван Цзіня вбили власні офіцери. Після цієї звитяги ойрати повернулися до себе, намагаючись використати полоненого імператора.

### Між правлінням
З 1559 до 1550 Чжу Цічжень перебував у полоні. За цей час імператором оголосив себе його зведений брат Чжу Ціюй. Тому вага Чжу Цічженя для ойратів значно знизилася. До того ж він встановив гарні стосунки з тайсун-ханом, а згодом затоваришував з есеном. З огляду на нові обставини Чжу Цічженя було відпущено до Китаю без викупу та якихось умов.
По поверненню колишній імператор жив відлюдником у Забороненому місті. Втім, у 1557 році, скориставшись із хвороби імператора Чжу Ціюя, організував заколот. У підсумку повернув собі трон, а колишнього імператора наказав стратити.

### Друге правління
Ставши знову імператором Чжу Цічжень не намагався проводити реформи, водночас відмовився від активної зовнішньої політики, перейшов до оборони. 1460 року було відбито напад монголів на прикордонні провінції. Здебільшого займався боротьбою з прихильниками колишнього імператора. Внаслідок цього у 1461 році повстав генерал Цао Цінь. Бої точилися у Пекіні та Забороненому місті. Зрештою вдалося придушити заколот. Того ж року монголи здійснили новий похід проти Китаю, який все ж вдалося відбити. У 1462 році імператор вимушений був укласти мирний договір з Монгольським каганатом, за яким поновлено торгівлю між державами. В подальшому правління Чжу Цічженя не порушувалося ніякими конфліктами. Помер 23 лютого 1464 року.